# Батуми (аэропорт)
«Международный аэропорт Батуми имени Александра Картвели» (груз. ბათუმის ალექსანდრე ქართველის სახელობის საერთაშორისო აეროპორტი) (ИАТА: BUS, ИКАО: UGSB) — международный аэропорт, расположенный в 2 км к югу от города Батуми в Грузии на побережье Чёрного моря, в столице автономной республики Аджарии. Аэропорт назван в честь Александра Картвели, авиационного инженера и пионера авиации.
Аэропорт также известен под названием Чорох.

## Описание и расположение
Аэродром Батуми 2 класса, способен принимать самолёты Ил-18, Ту-134, Як-42, Боинг 737, Airbus A319, Airbus A320, а также вертолёты всех типов. Максимальный взлётный вес воздушного судна 64 т. Находится в 2 км юго-западнее Батуми, в 20 км к северу от Артвина (Турция).
Кроме местных и международных рейсов, аэропорт обслуживает региональные рейсы в северо-восточной Турции .
Новое здание терминала аэропорта было введено в эксплуатацию 26 мая 2007, его площадь составляет 3,915 м², пропускная способность — 600 000 пассажиров в год.

## История
С августа 1940 года на аэродроме базировался 35-й истребительный авиационный полк из состава 25-й смешанной авиадивизии ВВС Закавказского военного округа на самолетах И-153. Во время войны выполнял задачи противовоздушной обороны в Батумском районе ПВО. Во время войны полк летал на самолетах И-153, МиГ-3, ЛаГГ-3, Hawker Hurricane, Curtiss P-40 («Киттихаук») и Supermarine Spitfire («Спитфайр»-IX). Первая известная воздушная победа полка в Великой Отечественной
войне одержана 20 февраля 1942 года: лейтенант Лобенко Б. К., пилотируя МиГ-3, в воздушном бою в районе западнее Батуми сбил немецкий бомбардировщик Ju-88.
В 1944 году полк перебазировался на аэродром Новоалексеевка (Тбилиси).
С 7 февраля 1946 года на аэродроме базировался 833-й истребительный авиационный полк ПВО на самолетах Як-9 (до 1951 г.), Supermarine Spitfire («Спитфайр»-IX) — до 1948 года, МиГ-15 (с августа 1951 года) и МиГ-17 с июля 1952 года. 4 октября 1953 года полк перебазировался в составе 126-й истребительной авиационной дивизии в состав 61-го гвардейского истребительного авиационного корпуса 24-й воздушной армии ГСВГ на аэродром Альтес-Лагер.
На замену ему из Германии прибыл 705-й гвардейский истребительный авиационный Оршанский Краснознаменный ордена Александра Невского полк. 25 сентября 1953 года полк получил самолеты МиГ-17 от убывающего в Германию 35-го истребительного авиационного полка с аэродрома Кобулети. Полк пролетал на этих самолетах до июня 1960 года и был расформирован на аэродроме в связи с сокращением Вооруженных Сил СССР.
В 2007 году было введено новое здание терминала аэропорта.

## Показатели деятельности
| Год                                    | 2007   | 2008   | 2009   | 2010   | 2011    | 2018    | 2019    | 2024    |
| -------------------------------------- | ------ | ------ | ------ | ------ | ------- | ------- | ------- | ------- |
| Количество взлётно-посадочных операций | 01 044 | 01 936 | 01 806 |        |         |         |         |         |
| Международные воздушные линии          | 0 836  | 01 358 | 01 006 |        |         |         |         |         |
| Внутренние воздушные линии             | 0 208  | 0 578  | 0 800  |        |         |         |         |         |
| Перевезено пассажиров                  | 39 637 | 69 354 | 49 146 | 90 000 | 130 000 | 598 891 | 624 151 | 951 760 |
| Международные воздушные линии          | 38 613 | 64 656 | 46 044 |        |         |         |         |         |
| Внутренние воздушные линии             | 01 024 | 04 698 | 03 102 |        |         |         |         |         |

## Происшествия
- 15 июля 1975 г. катастрофа самолёта Як-40, аэропорт Батуми. Рейс Ереван — Батуми. Столкнулся с горой Мтирала во время ухода на второй круг. На борту находился 41 человек, все погибли. Нарушение схемы ухода. Неудовлетворительный контроль со стороны службы УВД.